# Melissa Bell
Melissa Bell es una actriz australiana, más conocida por haber interpretado a Lucy Robinson en la serie Neighbours.

## Biografía
En 1994 se casó con Jason Redlich, sin embargo se divorciaron en 1996.
En 1996 se casó con el productor de televisión Forrest Redlich, la pareja tuvo un hijo, Dylan Redlich. Redlich abandonó a Melissa poco después del nacimiento de su hijo y finalmente la pareja se divorció en 1998. Después de finalizar su matrimonio Melissa comenzó a sufrir de depresión y desorden dismórfico del cuerpo.
El 1 de junio de 2000 se casó con Gary Dickinson, más tarde la pareja se casó y tuvieron tres hijos: Jonathan Dickinson, Isabella Dickinson y William Dickinson. El 12 de noviembre de 2015 Gary sufrió un ataque al corazón que lo dejó en coma, se fue mejorando pero lamentablemente murió el 13 de febrero de 2016.

## Carrera
Después de trabajar como actriz Melissa se convirtió en diseñadora de modas.
En 1990 apareció por primera vez en la serie E-Stret donde interpretó a Janine, más tarde regresó a la serie ahora interpretando a Bonnie Tait.
En 1991 se unió al elenco principal de la popular serie australiana Neighbours donde interpretó a Lucy Robinson, la hermana de Paul Robinson y Scott Robinson hasta 1995, Melissa regresó brevemente a la serie el 5 de agosto de 2005. Melissa regresó a la serie el 6 de marzo de 2013 y se fue el 13 de mayo del mismo año después de que su personaje decidiera mudarse nuevamente a Nueva York. Melissa regresó nuevamente a la serie el 5 de diciembre de 2013 y se fue nuevamente el 30 de enero de 2014 después de que su personaje decidiera regresar a Nueva York. En 31 de julio de 2014 Melissa regresó de nuevo a la serie. Anteriormente Lucy fue interpretada por las actrices Sasha Close de 1987 hasta 1989 y por Kylie Flinker del 18 de marzo de 1985 hasta 1987. A finales de noviembre del 2014 se anunció que Melissa sería uno de los antiguos personajes que regresarían brevemente a la serie para celebrar el aniversario número 30 de "Neighbours" en marzo del 2015. En octubre del 2015 se anunció que Melissa regresaría a la serie el 6 de noviembre del mismo año.
En 1993 interpretó a la surfista Emily Harris en la serie Paradise Beach. En 1994 apareció en un episodio de la serie policíaca G.P.. En 1996 apareció brevemente en la aclamada y exitosa serie australiana Home and Away donde dio vida a Suzie Hudson. En 2002 apareció en el álbum debut de Rik Waller.

## Filmografía

### Películas
| Año  | Título            | Personaje    | Notas                                                                   |
| ---- | ----------------- | ------------ | ----------------------------------------------------------------------- |
| 1998 | The Venus Factory | Emily DuBois | junto a Marie-Claire Aston, Susie Benton, Amanda Bishop y Lloyd Bissell |

### Series de televisión
| Año                            | Título         | Personaje     | Notas                           |
| ------------------------------ | -------------- | ------------- | ------------------------------- |
| 1991 - 1995, 2005, 2013 - 2015 | Neighbours     | Lucy Robinson | 175 episodios                   |
| 1998                           | Water Rats     | Lisa Hubbard  | episodio "Untouchable"          |
| 1996                           | Home and Away  | Suzie Hudson  | episodio # 1.1969               |
| 1994                           | G.P.           | Rachel Welles | episodio "Breakfast with Gazza" |
| 1993                           | Paradise Beach | Emily Harris  | -                               |
| 1990                           | E-Stret        | Janine        | 2 episodios                     |
| 1988                           | Diamond        | -             | 27 episodios                    |

### Apariciones
| Año  | Programa           | Notas                                  |
| ---- | ------------------ | -------------------------------------- |
| 2006 | Where Are They Now | episodio "E-Street" - artista invitada |
| 2005 | Celebrity Overhaul | artista invitada                       |